# Nudaria ranruna
Nudaria ranruna là một loài bướm đêm thuộc phân họ Arctiinae, họ Erebidae.